# Верхние Олгаши
Ве́рхние Олга́ши (чув. Туçи Улхаш) — деревня в Моргаушском районе Чувашской Республики. Входит в состав Большесундырского сельского поселения.

## География
Находится в северо-западной части Чувашии, на расстоянии приблизительно 16 км на север по прямой от районного центра села Моргауши.

## История
Известна с 1795 года как выселок деревни Сундырь (ныне село Большой Сундырь) с 6 дворами. В 1858 году отмечено 12 дворов и 107 жителей, в 1906 — 30 дворов и 141 житель, в 1926 — 33 двора и 180 жителей, в 1939 — 186 жителей, в 1979 — 112. В 2002 году было 33 двора, в 2010 — 30 домохозяйств. В 1931 году был образован колхоз «Вольный путь».

## Население
Постоянное население составляло 81 человек (чуваши 99 %) в 2002 году, 82 — в 2010.

## Археология
В 0,5 км к западу от деревни Верхние Олгаши на краю правого берега реки Сундырка находится группа из 16 курганов абашевской культурно-исторической общности.